# Abo Nassour
Abdoulaye Sabre Abo (Abbo) Nassour (* 1927 in Kapka, Biltine, Französisch-Äquatorialafrika; † 1983) war ein tschadischer Politiker, der unter anderem mehrmals Minister sowie zwischen 1970 und 1975 Präsident der Nationalversammlung war.

## Leben
Abdoulaye Sabre Abo Nassour, Sohn des Sultans von Kapka, bekleidete einige Zeit das einflussreiche Amt des Sultans der Zaghawa in Ouaddaï, ehe er sich politisch in seiner Heimatregion engagierte. Er wurde bald zu einer der einflussreichsten politischen Persönlichkeiten der konservativen Tschadischen Sozialen Aktion AST (Action sociale tchadienne) in der Region Ouaddaï und bereits 1952 als Vertreter von Ouaddaï zum Mitglied der damaligen Territorialversammlung des Tschad gewählt. Er war dort die einflussreichste Persönlichkeit, die nicht zum Sara-Volk gehörte, und zudem ein mächtiger politischer Makler der Muslime. Er übernahm verschiedene Funktionen und war unter anderen zwischen 1957 und 1958 Sekretär des Präsidiums der Territorialversammlung sowie Vorsitzender verschiedener Ausschüsse. Bei den Wahlen 1957, 1959 und 1962 wurde er jeweils als Kandidat der Unabhängigen Demokratischen Union des Tschad UDIT (Union Démocratique Indépendente du Tchad) in die Territorialversammlung sowie zuletzt in die Nationalversammlung wiedergewählt.
Im Dezember 1958 übernahm Abo Nassour erstmals ein Regierungsamt, als er Minister für Zusammenarbeit in der provisorische Regierung von Premierminister Gabriel Lisette wurde und er behielt dieses Amt bis Februar 1959. In der provisorischen Regierung von Premierminister Gontchomé Sahoulba war er zwischen dem 11. Februar und dem 12. März 1959 Minister für Wirtschaft und Finanzen. In der darauf folgenden provisorischen Regierung von Premierminister Ahmad Koulamallah wurde er am 12. März 1959 Finanzminister und bekleidete diesen Posten vom 26. März bis Juni 1959 auch in der provisorischen Regierung von Premierminister François Tombalbaye. Er war zwischen April 1960 und Mai 1962 Innenminister und somit zur Zeit der Unabhängigkeit des Tschad von Frankreich am 11. August 1960 unter dem nunmehrigen Staatspräsidenten François Tombalbaye. In dessen Präsidialregierung fungierte er ferner zwischen Mai und August 1962 als Minister für den öffentlichen Dienst sowie zwischen August 1962 und August 1963 als Staatsminister. Während der Aktionen gegen prominente muslimische Oppositionsführer Mitte 1963 wurde Abo Nassour mit Toura Gaba, Baba Hassane und anderen festgenommen, inhaftiert und wegen angeblicher Verschwörung gegen das Regime zum Tode verurteilt. Er trat zuvor mit anderen Politikern aus dem Norden wie Ali Kosso und Allatchi Issa Allatchimi gegen die Etablierung der PTT als Einheitspartei ein.
Abo Nassour profitierte von der Amnestie vom November 1969 und wurde als Zeichen der Aussöhnung von Präsident Tombalbaye mit dem muslimischen Tschad vollständig rehabilitiert, in die Parteihierarchie der Tschadische Fortschrittspartei PPT (Parti Progressiste Tchadien) reintegriert und in die Nationalversammlung gewählt. 1970 wurde er Präsident der Nationalversammlung und bekleidete dieses Funktion bis 1975. Zugleich wurde er Mitglied des Politbüros der PTT. Er wurde zudem als Sondergesandter von Tombalbaye ausgewählt, um dem im selbstgewählten Exil in Libyen befindlichen Derde der Tubu die Versöhnung anzubieten. Bei seiner Aufgabe, den nominellen Anführer der Tubu zur Rückkehr zu überzeugen, war er jedoch nicht erfolgreich, was zur Unterdrückung der Revolte in der Region Borkou-Ennedi-Tibesti beitrug. Im Januar 1973 wurde er zum Vorsitzenden einer Kommission zur Untersuchung der öffentlichen Finanzsituation ernannt.
Nach der Abschaffung der PTT zugunsten der „neuen“ Nationalen Bewegung für kulturelle und soziale Revolution MNRCS (Mouvement National pour la Révolution Culturelle et Sociale) wurde er im September 1973 zum Mitglied in das Exekutivkomitee der Partei gewählt und übte weiterhin seine weitreichenden Regierungsfunktionen bis zum Staatsstreich am 13. April 1975 aus, als die Nationalversammlung aufgelöst wurde. Durch Beschluss des Vorsitzenden des Obersten Militärrates Félix Malloum wurde seine Amtszeit als Präsident der Nationalversammlung allerdings noch bis Dezember 1975 verlängert.
Abdoulaye Sabre Abo Nassour wurde 1975 verhaftet sowie 1983 ermordet und gehörte damit zu den 40.000 zivilen Opfern, die während der Amtszeit von Präsident Hissène Habré (1982 bis 1990) ums Leben kamen.